# 宮城タマヨ

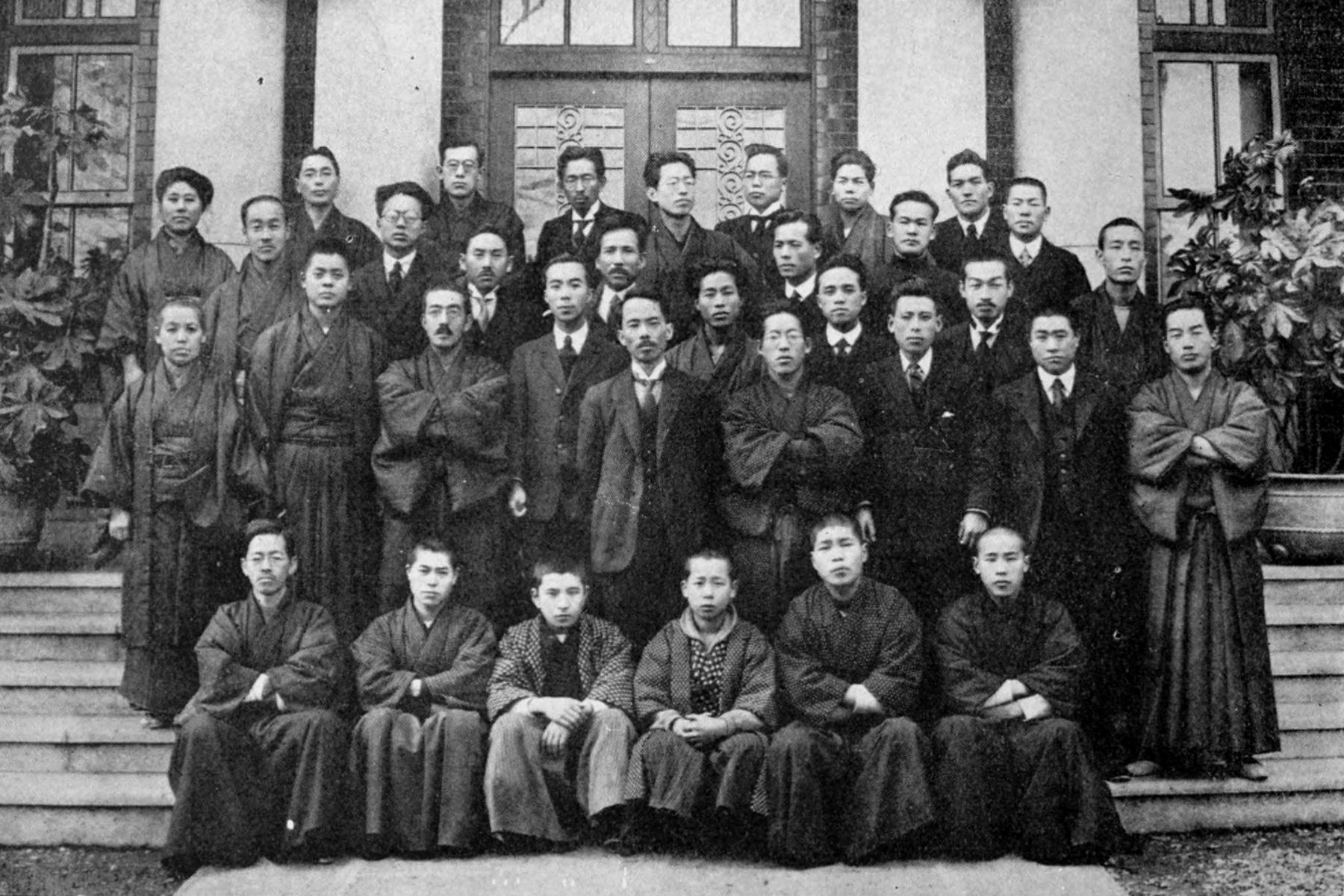
1923年当時の大原社会問題研究所員
（後列左端が植田タマヨ）

宮城 タマヨ（みやぎ タマヨ、1892年〈明治25年〉2月1日 - 1960年〈昭和35年〉11月19日）は、日本の社会事業家、政治家。参議院議員。旧姓・植田。

## 経歴
山口県吉敷郡山口町（現山口市）で、植田久之丞の二女として生まれる。1914年3月、奈良女子高等師範学校博物家事部を卒業し、母校の助教諭となる。
1920年から1923年まで大原社会問題研究所で児童保護問題などを研究。1922年、旧少年法が制定されたことに伴い、同年、文部省・司法省嘱託としてアメリカ合衆国に渡り少年保護事業などを研究した。帰国後、東京少年審判所で日本初の婦人保護司に就任した。1927年、大審院検事・宮城長五郎と結婚したが、1942年に死別した。
戦後、1947年4月、第1回参議院議員通常選挙に全国区から出馬して当選し、その後、緑風会に所属。第3回通常選挙でも当選して参議院議員を2期務め、売春防止法の制定に尽力した。この間、中央青少年問題協議会委員、売春対策審議会委員、更生保護審議会委員、司法保護協会理事、日本女子社会教育会理事、共立女子大学評議員、参議院図書館運営委員長などを務めた。
1957年、イギリスでウェストミンスターの鐘を聞き「母の鐘」を贈ることを発案した。そして1959年までに私財を投じて全国64カ所の少年院、婦人補導所に設置を行った。

## 著作
- 『台所の心』主婦之友社、1944年4月。 NCID BN05659116。全国書誌番号:46000523。
- 『私の歩み（続台所の心）』主婦の友社、1952年4月。 NCID BN05659262。全国書誌番号:52004518。
- 『問題の子らと四十年』大日本雄弁会講談社、1957年10月。 NCID BN11903379。全国書誌番号:57004741。